# Павловский, Леонид Ильич
Леони́д Ильи́ч Павло́вский (укр. Леонід Ілліч Павловський; 26 мая 1947, Одесса) — советский и украинский кинорежиссёр, монтажёр и актёр. Заслуженный деятель искусств Украины (2009).

## Биография
Родился 26 мая 1947 года в Одессе в семье врачей.
1968 год — руководитель любительской киностудии Одесского Дома офицеров.
1969 год — фотограф бюро технической информации.
1972 год — окончил сценарный факультет Всероссийского государственного института кинематографии (мастерская документального фильма О. Никифорова).
1974 год — режиссёр Куйбышевской студии кинохроники.
1976 год — ассистент режиссёра Нижне-Волжской студии кинохроники.
C 1976 года — режиссёр Одесской киностудии.
В 1989 году окончил Высшие сценарные и режиссёрские курсы в Москве.
Член Национального союза кинематографистов Украины.
Преподаёт в Одесском театрально-художественном училище, готовит специалистов по специализации «Кино-фото-видеодело».
Сыграл ряд эпизодических ролей в кино, в частности в картинах Киры Муратовой.

## Творческое наследие
Создал на Нижневолжской студии хроники фильмы: «Хлебороб», «Деревне — кадры высокой квалификации» (1975), «Особый человек», «Линия» (1978), «Волга впадает в Каспийское море», «Межхозяйственные предприятия по мелиорации земель» (1979).

## Фильмография
Режиссёр-постановщик (Одесская киностудия):
- «Подарок судьбы» (1977, в соавторстве с А. Павловским)
- «Фундаментостроение в СССР» (1986)
- «Цвет корриды» (1987)
- «В знак протеста» (1989)
- «Кредитка» («Эффект присутствия») (2004) и т. д.

Сыграл ряд эпизодических ролей в кино:
- «Чувственный милиционер» (1992, эпизод)
- «Второстепенные люди» (2001, Леонид Ильич)
- «Эффект присутствия» (2004, зритель)
- «Настройщик» (2004, Вадим Михайлов)
- «Золотой телёнок» (2005, третий пикейный жилет)
- «Два в одном» (2006, эпизод)
- «Иван Подушкин. Джентльмен сыска» (2006, Розенкранц, врач-офтальмолог)
- «Женить Казанову» (2009, эпизод)
- «Мелодия для шарманки» (2009, директор супермаркета) и т. д.

Режиссёр монтажа:
- «И чёрт с нами!» (1991)
- «Второстепенные люди» (2001)
- «Эффект присутствия» (2004) и т. д.